# Dobležiče
Dobležiče je naselje u slovenskoj Općini Kozju. Dobležiče se nalazi u pokrajini Štajerskoj i statističkoj regiji Savinjskoj. 

## Stanovništvo
Prema popisu stanovništva iz 2002. godine naselje je imalo 127 stanovnika.